# Psaume 5

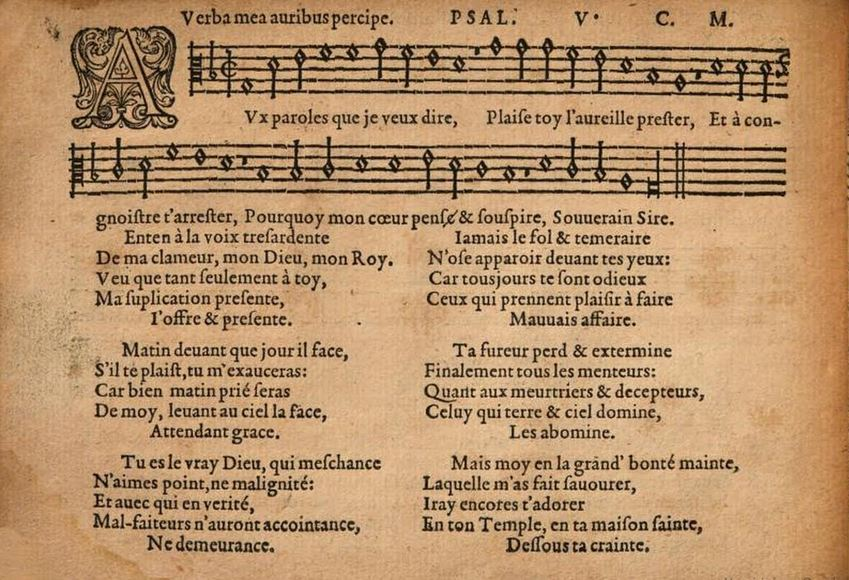
La page du psaume 5 de l'édition des psaumes homophoniques de Claude Goudimel (version de 1564, Paris), Le Roy & Ballard.

Le psaume 5 est attribué à David. Il exprime la plainte du juste contre les impies.

## Texte
N.B. S’il y a conflit de numérotation des versets entre l’hébreu et le latin, c’est l’original hébreu qui prévaut et la traduction française le suit. Par contre, le latin ne se plie pas à la numérotation affichée. Les numéros de versets s'appliquent au texte latin, mais la traduction est décalée par endroits.
| verset | original hébreu                                                 | traduction française de Louis Segond | Vulgate latine |
| ------ | --------------------------------------------------------------- | --- | --- |
| 1      | לַמְנַצֵּחַ אֶל-הַנְּחִילוֹת, מִזְמוֹר לְדָוִד                                    | [Au chef des chantres. Avec les flûtes. Psaume de David.] | [In finem pro ea quae hereditatem consequitur psalmus David] |
| 2      | אֲמָרַי הַאֲזִינָה יְהוָה; בִּינָה הֲגִיגִי                                    | Prête l’oreille à mes paroles, ô Éternel ! Écoute mes gémissements ! | Verba mea auribus percipe Domine intellege clamorem meum |
| 3      | הַקְשִׁיבָה, לְקוֹל שַׁוְעִי--מַלְכִּי וֵאלֹהָי: כִּי-אֵלֶיךָ, אֶתְפַּלָּל                   | Sois attentif à mes cris, mon roi et mon Dieu ! C’est à toi que j’adresse ma prière.                                                                                        | Intende voci orationis meae rex meus et Deus meus |
| 4      | יְהוָה--בֹּקֶר, תִּשְׁמַע קוֹלִי; בֹּקֶר אֶעֱרָךְ-לְךָ, וַאֲצַפֶּה                        | Éternel ! le matin tu entends ma voix ; le matin je me tourne vers toi, et je regarde.                                                                                      | Quoniam ad te orabo Domine mane exaudies vocem meam |
| 5      | כִּי, לֹא אֵל חָפֵץ רֶשַׁע אָתָּה: לֹא יְגֻרְךָ רָע                               | Car tu n’es point un Dieu qui prenne plaisir au mal ; le méchant n’a pas sa demeure auprès de toi.                                                                          | Mane adstabo tibi et videbo quoniam non deus volens iniquitatem tu es |
| 6      | לֹא-יִתְיַצְּבוּ הוֹלְלִים, לְנֶגֶד עֵינֶיךָ; שָׂנֵאתָ, כָּל-פֹּעֲלֵי אָוֶן                 | Les insensés ne subsistent pas devant tes yeux ; tu hais tous ceux qui commettent l’iniquité.                                                                               | Neque habitabit iuxta te malignus neque permanebunt iniusti ante oculos tuos |
| 7      | תְּאַבֵּד, דֹּבְרֵי כָזָב: אִישׁ-דָּמִים וּמִרְמָה, יְתָעֵב יְהוָה                       | Tu fais périr les menteurs ; l’Éternel abhorre les hommes de sang et de fraude.                                                                                             | Odisti omnes qui operantur iniquitatem perdes omnes; qui loquuntur mendacium virum sanguinum et dolosum abominabitur Dominus                                                                      |
| 8      | וַאֲנִי--בְּרֹב חַסְדְּךָ, אָבוֹא בֵיתֶךָ; אֶשְׁתַּחֲוֶה אֶל-הֵיכַל-קָדְשְׁךָ, בְּיִרְאָתֶךָ          | Mais moi, par ta grande miséricorde, je vais à ta maison, je me prosterne dans ton saint temple avec crainte.                                                               | Ego autem in multitudine misericordiae tuae introibo in domum tuam adorabo ad templum sanctum tuum in timore tuo                                                                                  |
| 9      | יְהוָה, נְחֵנִי בְצִדְקָתֶךָ--לְמַעַן שׁוֹרְרָי; הושר (הַיְשַׁר) לְפָנַי דַּרְכֶּךָ            | Éternel ! conduis-moi dans ta justice, à cause de mes ennemis, aplanis ta voie sous mes pas.                                                                                | Domine deduc me in iustitia tua propter inimicos meos dirige in conspectu meo viam tuam |
| 10     | כִּי אֵין בְּפִיהוּ, נְכוֹנָה--קִרְבָּם הַוּוֹת: קֶבֶר-פָּתוּחַ גְּרֹנָם; לְשׁוֹנָם, יַחֲלִיקוּן   | Car il n’y a point de sincérité dans leur bouche ; leur cœur est rempli de malice, leur gosier est un sépulcre ouvert, et ils ont sur la langue des paroles flatteuses.     | Quoniam non est in ore eorum veritas cor eorum vanum est |
| 11     | הַאֲשִׁימֵם, אֱלֹהִים-- יִפְּלוּ, מִמֹּעֲצוֹתֵיהֶם:בְּרֹב פִּשְׁעֵיהֶם, הַדִּיחֵמוֹ-- כִּי-מָרוּ בָךְ  | Frappe-les comme des coupables, ô Dieu ! Que leurs desseins amènent leur chute ! précipite-les au milieu de leurs péchés sans nombre ! Car ils se révoltent contre toi.     | Sepulchrum patens est guttur eorum linguis suis dolose agebant iudica illos Deus decidant a cogitationibus suis secundum multitudinem impietatum eorum expelle eos quoniam inritaverunt te Domine |
| 12     | וְיִשְׂמְחוּ כָל-חוֹסֵי בָךְ, לְעוֹלָם יְרַנֵּנוּ-- וְתָסֵךְ עָלֵימוֹ;וְיַעְלְצוּ בְךָ, אֹהֲבֵי שְׁמֶךָ | Alors tous ceux qui se confient en toi se réjouiront, ils auront de l’allégresse à toujours, et tu les protégeras ; tu seras un sujet de joie pour ceux qui aiment ton nom. | Et laetentur omnes qui sperant in te in aeternum exultabunt et habitabis in eis et gloriabuntur in te omnes qui diligunt nomen tuum                                                               |
| 13     | כִּי-אַתָּה, תְּבָרֵךְ צַדִּיק: יְהוָה--כַּצִּנָּה, רָצוֹן תַּעְטְרֶנּוּ                      | Car tu bénis le juste, ô Éternel ! tu l’entoures de ta grâce comme d’un bouclier.                                                                                           | Quoniam tu benedices iusto Domine ut scuto bonae voluntatis coronasti nos |

## Thème du psaume

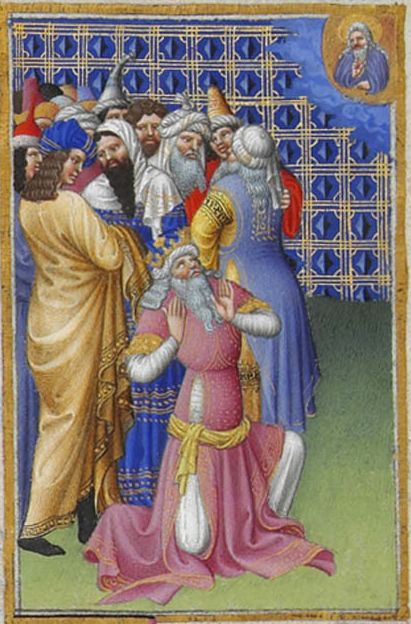
Miniature illustrant le psaume 5, Prière du matin, dans Les Très Riches Heures du duc de Berry, musée Condé, ms.65, f.46v. David priant Dieu entouré d'un groupe de calomniateurs.

Le psaume 5 entre dans le genre littéraire de la prière du matin, car le matin était très important dans les religions du Proche-Orient ancien. D'où le verset 4. Les mots parole ou voix montrent bien qu'il s'agit d'une prière faite à un Dieu qui écoute. Le psalmiste décrit ensuite la figure du méchant, qu'il nomme de multiples manières. A contrario, le juste aime Dieu. Notons que ce n'est pas par sa droiture qu'il peut entrer dans le Temple de Dieu, mais par l'amour de Dieu sur ceux qui l'invoquent. Puis le psalmiste décrit le gosier du méchant, en insistant sur le mal qui sort de ses entrailles. C'est pourquoi leur bouche est un sépulcre béant. Le psalmiste termine par une action de grâces étendue à tous ceux qui se confient en Dieu.

## Usages liturgiques

### Dans le judaïsme
Le verset 8 du psaume est le second verset de la prière Ma Tovu, qui manifeste la révérence pour les synagogues et les lieux d'adoration.

### Dans le christianisme

#### Chez les catholiques
Depuis la règle de saint Benoît, fixée vers 530, ce psaume était exécuté lors de l'office aux laudes du lundi (chapitre XIII),.
Dans la liturgie des Heures actuelle aussi, le psaume 5 est récité ou chanté aux laudes, le lundi de la première semaine.